# Pentarhopalopilia umbellulata
Pentarhopalopilia umbellulata är en tvåhjärtbladig växtart som först beskrevs av Henri Ernest Baillon, och fick sitt nu gällande namn av Hiepko. Pentarhopalopilia umbellulata ingår i släktet Pentarhopalopilia och familjen Opiliaceae. Inga underarter finns listade i Catalogue of Life.